# Сикорский, Шимель-Лейба Вульфович
Ле́йба (Шимель-Лейба) Ву́льфович Сико́рский (1883, Кнышин — 1928, Москва) — российский революционер начала XX века, член Боевой организации эсеров и участник убийства министра внутренних дел В.К. Плеве. Партийные клички: Семен, Шимон.

## Биография
Родился в 1883 году в городе Кнышин в семье рабочего. По ремеслу Сикорский был кожевником и с 14-ти лет работал на фабрике, сперва в Кнышине, потом в местечке Криниках, и ещё позднее в городе Белостоке. В Криниках Сикорский впервые познакомился с революционными партиями, но только в Белостоке окончательно примкнул к партии социалистов-революционеров. Там же он близко познакомился с Абрамом Боришанским, и тот в июне 1904 года ввел его в Боевую организацию.

### Убийство Плеве
В июле вместе с Борисом Савинковым, Абрамом Боришанским, Егором Дулебовым, Иваном Каляевым и Егором Созоновым под руководством Евно Азефа принял участие в подготовке и осуществлении покушения на министра внутренних дел Российской Империи Вячеслава Константиновича Плеве.
Из воспоминаний Бориса Савинкова:
Дулебов стал у технологического института по Загородному проспекту. Здесь он должен был ожидать меня, чтобы узнать о результатах покушения. Мацеевский стоял со своей пролеткой на Обводном канале. Остальные, то есть Сазонов, Каляев, Боришанский, Сикорский и я, собрались у церкви Покрова на Садовой. Отсюда метальщики один за другим, в условленном порядке, — первым Боришанский, вторым Сазонов, третьим Каляев и четвёртым Сикорский, — должны были пройти по Английскому проспекту и Дровяной улице к Обводному каналу и, повернув по Обводному каналу мимо Балтийского и Варшавского вокзалов, выйти навстречу Плеве на Измайловский проспект. Время было рассчитано так, что при средней ходьбе они должны были встретить Плеве по Измайловскому проспекту от Обводного канала до 1-й роты. Шли они на расстоянии сорока шагов один от другого. Этим устранялась опасность детонации от взрыва. Боришанский должен был пропустить Плеве мимо себя и затем загородить ему дорогу обратно на дачу. Сазонов должен был бросить первую бомбу. — Б. Савинков «Воспоминания террориста»
В результате первого и единственного взрыва Плеве погиб на месте, тяжело раненый Созонов был захвачен властями, а Сикорскому удалось скрыться с места происшествия. Однако при попытке избавиться от своей бомбы, бросив её в воду Невы, он возбудил подозрения у яличника. Сикорский предложил ему взятку в десять рублей, однако яличник отвел его в полицию. Бомбу Сикорского долго не могли найти, и его участие в убийстве Плеве осталось недоказанным. Только осенью 1904 года рабочие рыбопромышленника Колотилина случайно вытащили неводом бомбу и представили её в контору Балтийского завода.

### Дальнейшая судьба
Суд над террористами Созоновым и Сикорским состоялся 30 ноября 1904 года в петербургской судебной палате с сословными представителями. Сикорского защищал присяжный поверенный по фамилии Казаринов. По приговору палаты оба подсудимые были лишены всех прав состояния, Созонов был сослан в каторжные работы «без срока» (пожизненно), а Сикорский — на 20 лет. Такой приговор оказался неожиданно мягким, так как все ожидали военно-окружного суда и смертной казни.
После приговора оба были заключены в Шлиссельбургскую крепость. По манифесту 17 октября 1905 года срок каторжных работ обоим был сокращен. В 1906 году они были переведены из Шлиссельбурга в Акатуйскую каторжную тюрьму.
С апреля 1909 года Сикорский — на поселении в деревне Горемыка Забайкальской области. За протест был переведён в Средне-Колымск, где оставался до 1917 года.
После амнистии жил в Москве. Состоял в Обществе бывших политкаторжан и ссыльнопоселенцев. Умер в январе 1928 года.